# Hexatoma (Eriocera) bituberculata
Hexatoma (Eriocera) bituberculata is een tweevleugelige uit de familie steltmuggen (Limoniidae). De soort komt voor in het Neotropisch gebied.